# Scared to Be Lonely
«Scared to Be Lonely» es una canción grabada por el DJ neerlandés Martin Garrix y la cantante albanobritánica Dua Lipa. Este fue lanzado el 27 de enero de 2017. Garrix presentó la canción en el AVA Festival 2017 en Myanmar en enero para Año Nuevo.
El primer volumen del remix oficial EP para la canción fue lanzado el 17 de marzo de 2017, presentando remixes de Brooks, DubVision, Zonderling, Alpharock, Funkin Matt, y Julien Earle. El segundo volumen del remix oficial EP fue lanzado el 24 de marzo de 2017, presentando remixes de Gigamesh, Medasin, Loud Luxury, Conro, LOOPERS y Joe Mason.
Los artistas liberaron una versión acústica de la canción el 7 de abril de 2017.

## Antecedentes
La canción fue descrita por Garrix como seguimiento a su colaboración del 2016 «In the Name of Love» con la cantante estadounidense Bebe Rexha. Garrix describió que la canción produce el mismo sentimiento eufórico (como «In the Name of Love») y tiene 'letras más profundas', el cual piensa era importante.

## Lista de canciones
| Descarga digital |                       |          |  |
| N.º              | Título                | Duración |  |
| 1.               | «Scared to Be Lonely» | 3:41     |  |

| Descarga digital - Versión Acústica |                                          |          |  |
| N.º                                 | Título                                   | Duración |  |
| 1.                                  | «Scared To Be Lonely» (Acoustic Version) | 4:17     |  |

| EP (The Remixes, Vol.1) |                                            |          |  |
| N.º                     | Título                                     | Duración |  |
| 1.                      | «Scared to Be Lonely» (Brooks Remix)       | 3:20     |  |
| 2.                      | «Scared to Be Lonely» (DubVision Remix)    | 3:10     |  |
| 3.                      | «Scared to Be Lonely» (Zonderling Remix)   | 3:54     |  |
| 4.                      | «Scared to Be Lonely» (Alpharock Remix)    | 3:55     |  |
| 5.                      | «Scared to Be Lonely» (Funkin Matt Remix)  | 3:38     |  |
| 6.                      | «Scared to Be Lonely» (Julien Earle Remix) | 5:20     |  |

| EP (The Remixes, Vol.2) |                                           |          |  |
| N.º                     | Título                                    | Duración |  |
| 1.                      | «Scared to Be Lonely» (Gigamesh Remix)    | 3:49     |  |
| 2.                      | «Scared to Be Lonely» (Medasin Remix)     | 3:32     |  |
| 3.                      | «Scared to Be Lonely» (Loud Luxury Remix) | 3:27     |  |
| 4.                      | «Scared to Be Lonely» (Conro Remix)       | 3:22     |  |
| 5.                      | «Scared to Be Lonely» (Loopers Remix)     | 4:11     |  |
| 6.                      | «Scared to Be Lonely» (Joe Mason Remix)   | 3:27     |  |

## Posicionamiento en listas
| Lista (2017)                                         | Mejor posición |
| ---------------------------------------------------- | -------------- |
| Alemania (Media Control AG)                          | 9              |
| Australia (ARIA)                                     | 14             |
| Austria (Ö3 Austria Top 40)                          | 10             |
| Bélgica (Flandes) (Ultratop 50)                      | 10             |
| Bélgica (Valonia) (Ultratop 50)                      | 26             |
| Dinamarca (Tracklisten)                              | 8              |
| Escocia (Scottish Singles Sales Chart)               | 10             |
| Eslovaquia (Rádio Top 100)                           | 22             |
| España (PROMUSICAE)                                  | 21             |
| Estados Unidos (Mainstream Top 40)                   | 21             |
| Estados Unidos (Billboard Hot 100)                   | 76             |
| Filipinas (Philippine Hot 100)                       | 45             |
| Finlandia (OFC)                                      | 5              |
| Francia (SNEP)                                       | 43             |
| Hungría (Rádiós Top 40)                              | 22             |
| Italia (FIMI)                                        | 21             |
| Letonia (Latvijas Radio 5)                           | 9              |
| Líbano (Lebanese Top 20)                             | 14             |
| Malasia (Recording Industry Association of Malaysia) | 5              |
| Nueva Zelanda (Recorded Music NZ)                    | 8              |
| Noruega (VG-lista)                                   | 2              |
| Países Bajos (Dutch Top 40)                          | 2              |
| Países Bajos (Mega Single Top 100)                   | 3              |
| Países Bajos (Dutch Dance Top 30)                    | 1              |
| Portugal (AFP)                                       | 9              |
| Reino Unido (UK Singles Chart)                       | 14             |
| Reino Unido (UK Dance Chart)                         | 2              |
| República Checa (Rádio Top 100)                      | 16             |
| Suecia (Sverigetopplistan)                           | 3              |
| Suiza (Schweizer Hitparade)                          | 10             |

## Certificaciones
| País   | Organismo certificador | Certificación    | Ventas certificadas | Ref.   |
| ------ | ---------------------- | ---------------- | ------------------- | ------ |
| México | AMPROFON               | 4× Platino + Oro | 270,000             | [ 50 ] |